# Xylophanes tersa
Xylophanes tersa es una mariposa nocturna de la familia Sphingidae. Se encuentra en Estados Unidos, desde Massachusetts hacia el sur, en el Caribe, América central y Sudamérica hasta Argentina. Llega a Canadá en raras ocasiones.
Tiene una envergadura de 60–80 mm. La parte dorsal de las alas es de color castaño claro a violeta grisáceo en la  base y con una banda the marcas blancuzcas.
Los adultos vuelan entre mayo y octubre en el norte y entre febrero y noviembre más al sur en los Estados Unidos y el año entero en regiones tropicales. Hay una sola generación anual al norte y varias generaciones desde Florida hacia el sur. No se conoce mucho del ciclo anual en el resto del hemisferio sur. Es una especie migratoria. En Norteamérica es residente permanente en el sur y emigra todos los años hacia el norte.
Los adultos se alimentan de néctar de varias flores como Lonicera, Mirabilis jalapa y Asystasia gangetica.
Las larvas se alimentan de plantas en los géneros Borreria, Catalpa, Manettia y Pentas y de las especies Spermacoce glabra, Hamelia patens, Hedyotis nigricans, Heimia salicifolia, Psychotria microdon, Psychotria nervosa e Inga vera.

## Subespecies
- Xylophanes tersa chaconi De Marmels, Clavijo & Chacín, 1996 (Venezuela)
- Xylophanes tersa tersa